# Violator (personaggio)
Il Violator, noto anche come il Clown, è un personaggio immaginario della serie a fumetti Spawn, creato da Todd McFarlane. È un demone sadico, psicopatico, feroce, pericoloso e crudele, emissario dell'Inferno e arcinemico di Spawn, che avrebbe dovuto guidare nella sua missione e che invece a causa della sua ribellione è costretto a combattere.

## Biografia del personaggio
Il Violator è il più anziano di una famiglia composta da cinque demoni nota come i Fratelli Flebiaci. Come i suoi fratelli, il Violator è un mezzodemone, nato dall'unione di una donna mortale con un'entità demoniaca chiamata Spirito Flebotontico degli Inferi Superiori. Responsabile della nascita della terribile creatura e dei suoi fratellastri (essendo ogni componente della famiglia nato da una donna diversa) è l'alchimista John Dee (personaggio realmente esistito), che evocò il demone facendolo accoppiare con cinque donne mortali. Violator non è mai stato in buoni rapporti con i fratelli e con il padre, al punto che è arrivato ad uccidere quest'ultimo. Dal suo padrone, il demone Malebolgia, il Violator ha avuto il compito di procacciare anime per rimpolpare gli eserciti infernali, nonché di istruire gli Hellspawn nei compiti affidati loro dal Diavolo. Si è scontrato con lo Spawn medievale, che aveva il compito di istruire ed è da lui stato sconfitto. Secoli più tardi ha avuto il compito di istruire Al Simmons, ma alla ribellione di quest'ultimo a Malebolgia si è trovato suo malgrado a combatterlo. Nonostante il suo compito di istruttore, il Violator considera Spawn inferiore e tenta in ogni modo di convincere il suo padrone che l'unico che meriterebbe di guidare gli eserciti infernali contro il Paradiso è proprio lui. Per celare il suo aspetto mostruoso, il Violator si trasforma in un uomo di bassa statura, sovrappeso, con un principio di calvizie, gli occhi rossi, il volto trucemente dipinto e la bocca contorta in un sorriso maligno e raccapricciante: quando assume queste sembianze si fa chiamare il Clown. Nonostante odi Spawn non può ucciderlo perché il suo signore Malebolgia glielo proibisce. A causa di un grave errore, il Violator fu punito da Malebolgia, che gli tolse tutti i suoi poteri, cosicché egli fu costretto a conservare la sua forma umana senza la possibilità di riassumere le sue sembianze reali. Per questo motivo si attira l'ira dei suoi fratelli, che cercheranno di ucciderlo. Come se ciò non bastasse, viene braccato anche dalla Mafia che, intenzionata a vendicare alcuni mafiosi da lui uccisi, gli sguinzaglia dietro un ferocissimo sicario noto come l'Ammonitore, il quale ingaggia una bizzarra lotta con i suoi fratelli, che lui ritiene essere alleati del Violator. A questo punto il Violator non trova altra via d'uscita se non quella di rivolgersi al suo acerrimo nemico Spawn, convincendolo a donargli un po' della sua energia in modo da recuperare i suoi poteri promettendogli di restituirgli in futuro la sua energia. Ottenuto ciò che voleva, il demone spinge Spawn giù dal palazzo e riesce a placare la furia dei suoi fratelli, nonché a vendicarsi dei mafiosi che gli davano la caccia, dopodiché riprende le abitudini di sempre. Sorprendentemente, in seguito il demone manterrà la sua promessa e restituirà la sua energia a Spawn.

## Altri media
- Il Violator è l'antagonista secondario della serie animata di Spawn. È doppiato da Michael Nicolosi (Clown) e da James Hanes (Violator), e in italiano da Eugenio Marinelli.
- Il Violator, alias il Clown, è l'antagonista principale del film live-action di Spawn del 1997, interpretato da John Leguizamo con la voce italiana di Elio Pandolfi.
- Il personaggio compare in eterno come uno degli antagonisti e boss nei videogiochi Spawn: The Eternal, Spawn e Spawn: Armageddon.
- Il Violator è un personaggio giocabile in Spawn: In the Demon's Hand.
- Il Violator compare anche in cameo negli altri videogiochi Call of Duty: Modern Warfare 2 e Mortal Kombat 11.